# Pheidole hainanensis
Pheidole hainanensis is een mierensoort uit de onderfamilie van de Myrmicinae. De wetenschappelijke naam van de soort is voor het eerst geldig gepubliceerd in 2011 door Chen, Ye, Lu & Zhou.